# 巴德 (姓氏)
巴德, 巴德尔 或者 貝德（Bader, Baader）可以指：

## 人物
Bader
- 狄爾里奇·巴德（英語：Karl Diedrich Bader，1966年12月24日－），美國演員、配音員和喜劇演員。
- 愛德華·L·巴德（Edward Lawrence Bader，1874年6月8日－1927年1月29日），美國政治家，曾任新澤西州大西洋城市長。
- 哈里森·貝德（英語：Harrison Joseph Bader，1994年6月3日－），美國職業棒球大聯盟的外野手。
- 露絲·貝德·金斯堡（英語：Joan Ruth Bader Ginsburg，1933年3月15日－2020年9月18日），美國法學家。
- 佩皮·巴德尔（德語：Pepi Bader，1941年5月29日－2021年10月30日），德国男子雪车运动员。
- 爱德华·巴德尔（法語：Édouard Bader，1899年7月26日－1983年4月21日），法国男子橄榄球运动员。

Baader
- 安德烈亚斯·巴德尔（德語：Berndt Andreas Baader，1943年5月6日－1977年10月18日），法国男子橄榄球运动员。

|  | 本页或本分段罗列了姓氏为「巴德 (姓氏)」的人物。 如果是一个指代特定个人的内链将您引导到本页，請考慮修正該人物的名字以將链接指向正確的條目。 |